# K7리그 공주
K7리그 공주(K7 League Gongju)는 대한민국 충청남도 공주시에서 진행되는 축구 대회이다.

## 역사
2017년에 '디비전7 공주시 리그'라는 이름으로 시작되었다. 2017년 시즌부터 단일 권역으로 6개 선수단이 참가하고 있다. 2017년 시즌부터 2018년 시즌까지 70분(전·후반 각 35분) 경기로 진행되었고, 2019년 시즌부터 60분(전·후반 각 30분) 경기로 진행되고 있다.

## 시즌별 결과
| 시즌   | 권역 | 선수단 | 우승         | 준우승  | 승격         | 비고                               |
| ------ | ---- | ------ | ------------ | ------- | ------------ | ---------------------------------- |
| 2017년 | 1개  | 6팀    | 공주 FC 백제 | 공주 FC | 공주 FC 백제 | 승격팀은 2018년 K6리그 충남에 참가 |
| 2018년 | 1개  | 6팀    |              |         |              |                                    |
| 2019년 | 1개  | 6팀    |              |         |              |                                    |

## 같이 보기
- K7리그